# Crosville-sur-Douve
Crosville-sur-Douve település Franciaországban, Manche megyében. Lakosainak száma 62 fő (2022. január 1.). Crosville-sur-Douve La Bonneville, Rauville-la-Place és Varenguebec községekkel határos.

## Népesség
A település népességének változása:
| Lakosok száma | 95   | 67   | 48   | 64   | 62   | 63   | 63   | 66   | 65   | 62   |
|               | 1968 | 1982 | 1990 | 2006 | 2013 | 2015 | 2017 | 2019 | 2020 | 2022 |